# Сербівська сільська рада (Ємільчинський район)
Сербівська сільська рада — колишня адміністративно-територіальна одиниця та орган місцевого самоврядування у Городницькому і Ємільчинському районах Волинської (Житомирської) і Коростенської округ, Київської й Житомирської областей Української РСР та України з адміністративним центром у с. Серби.

## Населені пункти
Сільській раді були підпорядковані населені пункти:
- с. Серби
- с. Вільшанка
- с. Зосимівка
- с. Нові Серби
- с. Старі Серби

## Населення
Кількість населення ради станом на 1923 рік становила 3 314 осіб, кількість дворів — 496.
Кількість населення сільської ради станом на 1924 рік становила 3 000 осіб.
Відповідно до результатів перепису населення СРСР, кількість населення ради станом на 12 січня 1989 року становила 1 102 особи.
Станом на 5 грудня 2001 року, відповідно до перепису населення України, кількість мешканців сільської ради становила 853 особи.

## Склад ради
Рада складалась з 12 депутатів та голови.

### Керівний склад сільської ради
| ПІБ                         | Основні відомості                                                                       | Дата обрання | Дата звільнення |
| --------------------------- | --------------------------------------------------------------------------------------- | ------------ | --------------- |
| Олексієнко Степан Антонович | Сільський голова, 1954 року народження, освіта, безпартійний                            | 26.03.2006   | 31.10.2010      |
| Ляшук Віктор Васильович     | Сільський голова, 1977 року народження, освіта вища, член Соціалістичної партії України | 31.10.2010   |                 |

Примітка: таблиця складена за даними джерела

## Історія
Створена 1923 року в складі с. Серби та колоній Ольгино, Панський Ставок (згодом — Червоний Ставок), Старо-Нові Серби (згодом — Старі Серби) Сербівської волості Новоград-Волинського повіту Волинської губернії. 26 березня 1925 року кол. Старі Серби передано до складу Покащівської сільської ради Городницького району Житомирської округи. У 1944 році повторно підпорядковано кол. Старі Серби. На 1 жовтня 1941 року колонії Ольгино та Червоний Ставок не перебували на обліку населених пунктів.
Станом на 1 вересня 1946 року сільська рада входила до складу Ємільчинського району Житомирської області, на обліку в раді перебували села Серби та Старі Серби.
З 1954 року в підпорядкуванні значилося с. Нові Серби. 5 березня 1959 року, відповідно до рішення Житомирського облвиконкому № 161 «Про ліквідацію та зміну адміністративно-територіального поділу окремих сільських рад області», до складу ради включено села Дмитрівка, Дмитрівка, Зосимівка та Кука-Гута (згодом — Вільшанка) ліквідованої Зосимівської сільської ради Ємільчинського району. 29 червня 1960 року обидва села Дмитрівка зняті з обліку.
На 1 січня 1972 року сільська рада входила до складу Ємільчинського району Житомирської області, на обліку в раді перебували села Вільшанка, Зосимівка, Нові Серби, Серби та Старі Серби.
Знята з обліку 14 листопада 2017 року внаслідок об'єднання до складу Ємільчинської селищної територіальної громади Ємільчинського району Житомирської області.
Входила до складу Городницького (7.03.1923 р.) та Ємільчинського (Емільчинського, 22.02.1928 р.) районів.